# Černochov
Černochov je vesnice, část městečka Peruc v okrese Louny. Nachází se asi 4,5 kilometru východně od Peruce. Černochov je také název katastrálního území o rozloze 8,73 km².

## Historie
První písemná zmínka o vesnici pochází z roku 1207 (Tsyrnochov).

## Obyvatelstvo
| Rok            | 1869 | 1880 | 1890 | 1900 | 1910 | 1921 | 1930 | 1950 | 1961 | 1970 | 1980 | 1991 | 2001 | 2011 | 2021 |
| -------------- | ---- | ---- | ---- | ---- | ---- | ---- | ---- | ---- | ---- | ---- | ---- | ---- | ---- | ---- | ---- |
| Počet obyvatel | 546  | 617  | 720  | 737  | 697  | 669  | 670  | 378  | 352  | 348  | 246  | 174  | 160  | 157  | 207  |
| Počet domů     | 107  | 117  | 127  | 135  | 142  | 141  | 155  | 154  | 122  | 124  | 94   | 132  | 135  | 137  | 137  |

## Pamětihodnosti
- Kostel svatého Václava je gotický kostel poprvé zmiňovaný roku 1340. Z této doby zřejmě pocházejí dochované fragmenty nástěnných maleb s legendou o svatém Václavovi. V 18. století byl k původnímu gotickému presbytáři přistavěn barokní kostel a hranolová věž.[7]

## Osobnosti
Narodil se zde hudební skladatel Josef Adolf Bergmann (1822–1901) a historik Vlastimil Kybal (1880–1958).

## Galerie

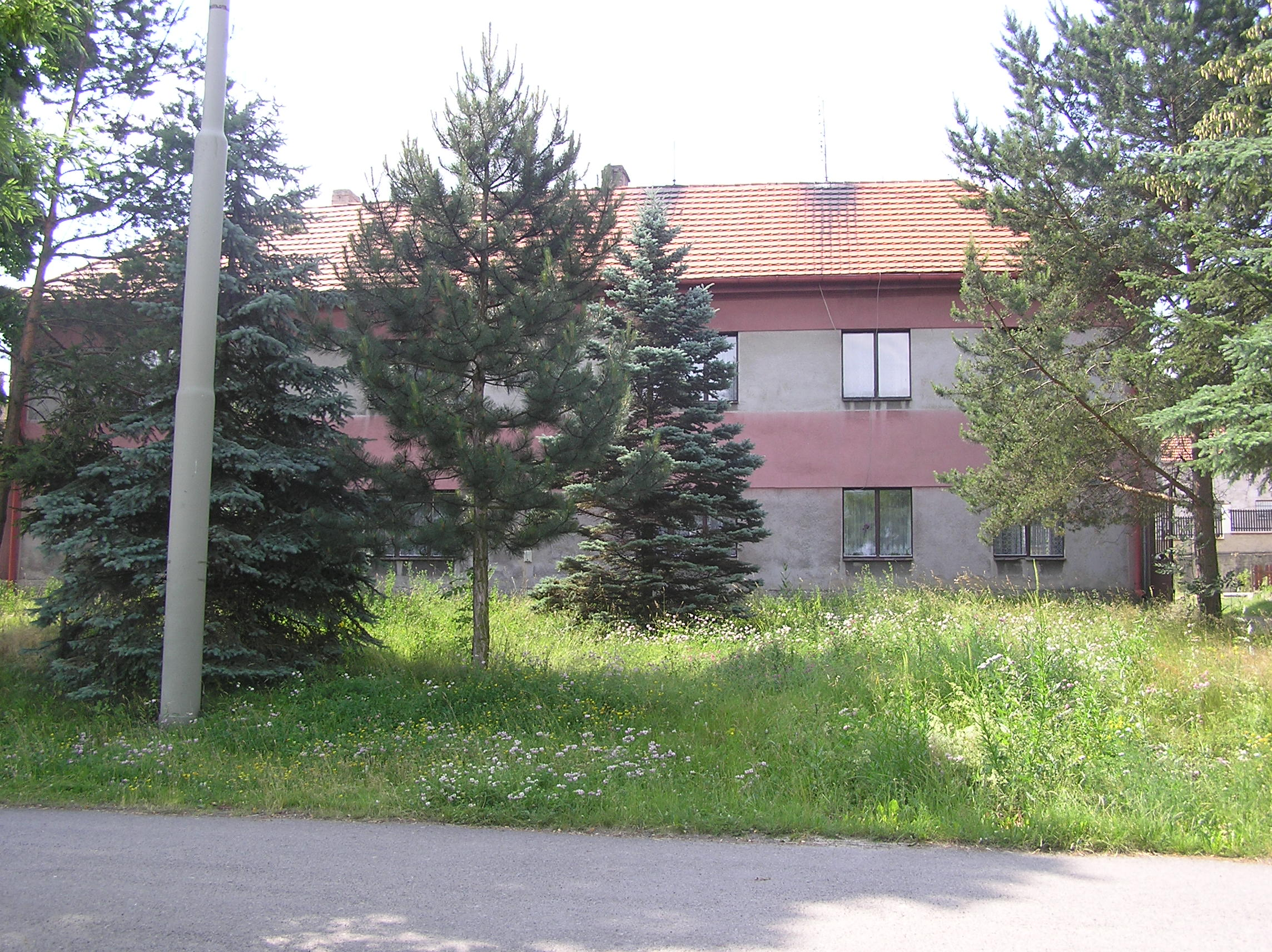
Rodný dům historika a diplomata Vlastimila Kybala
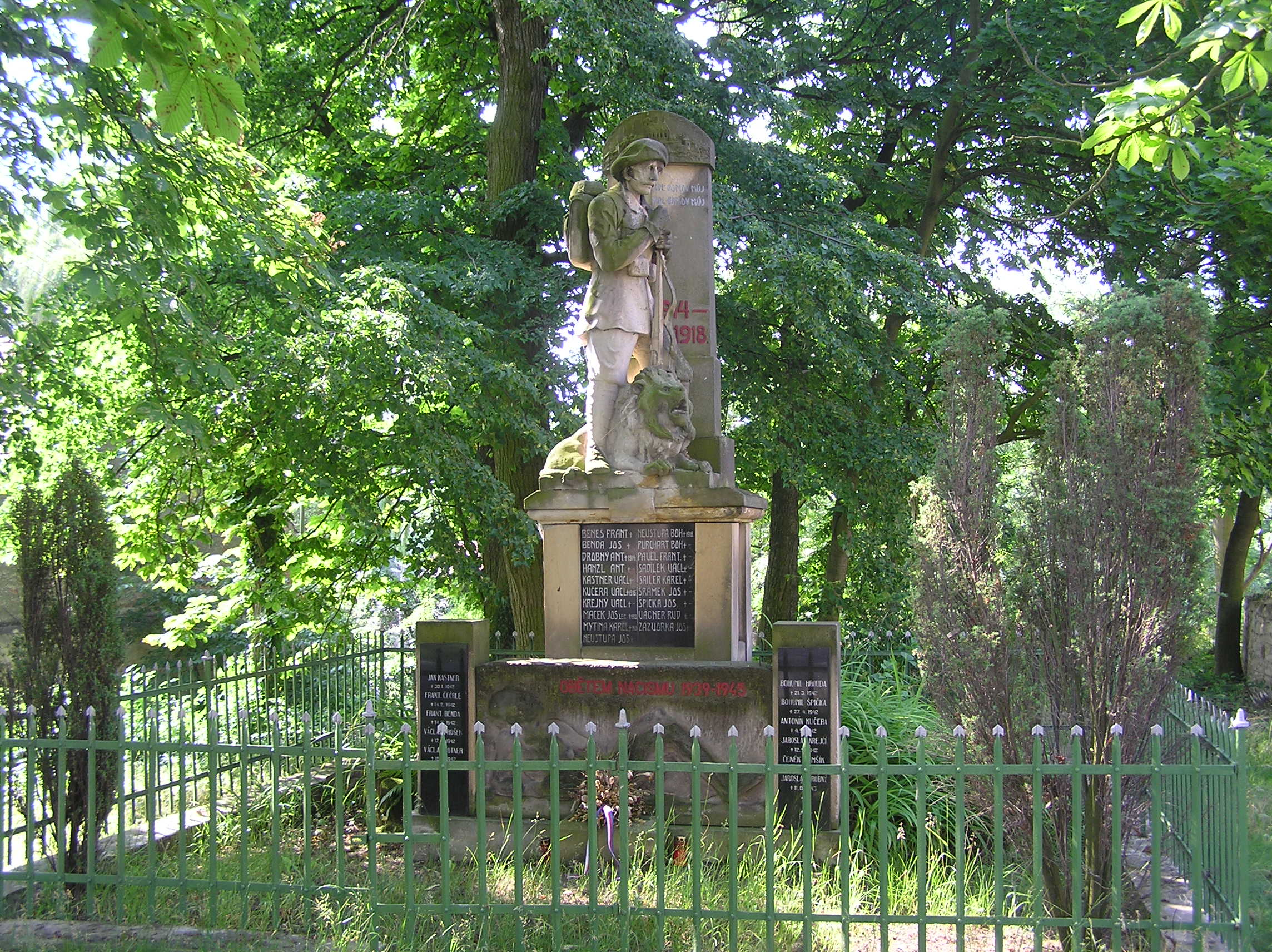
Pomník padlým v první světové válce
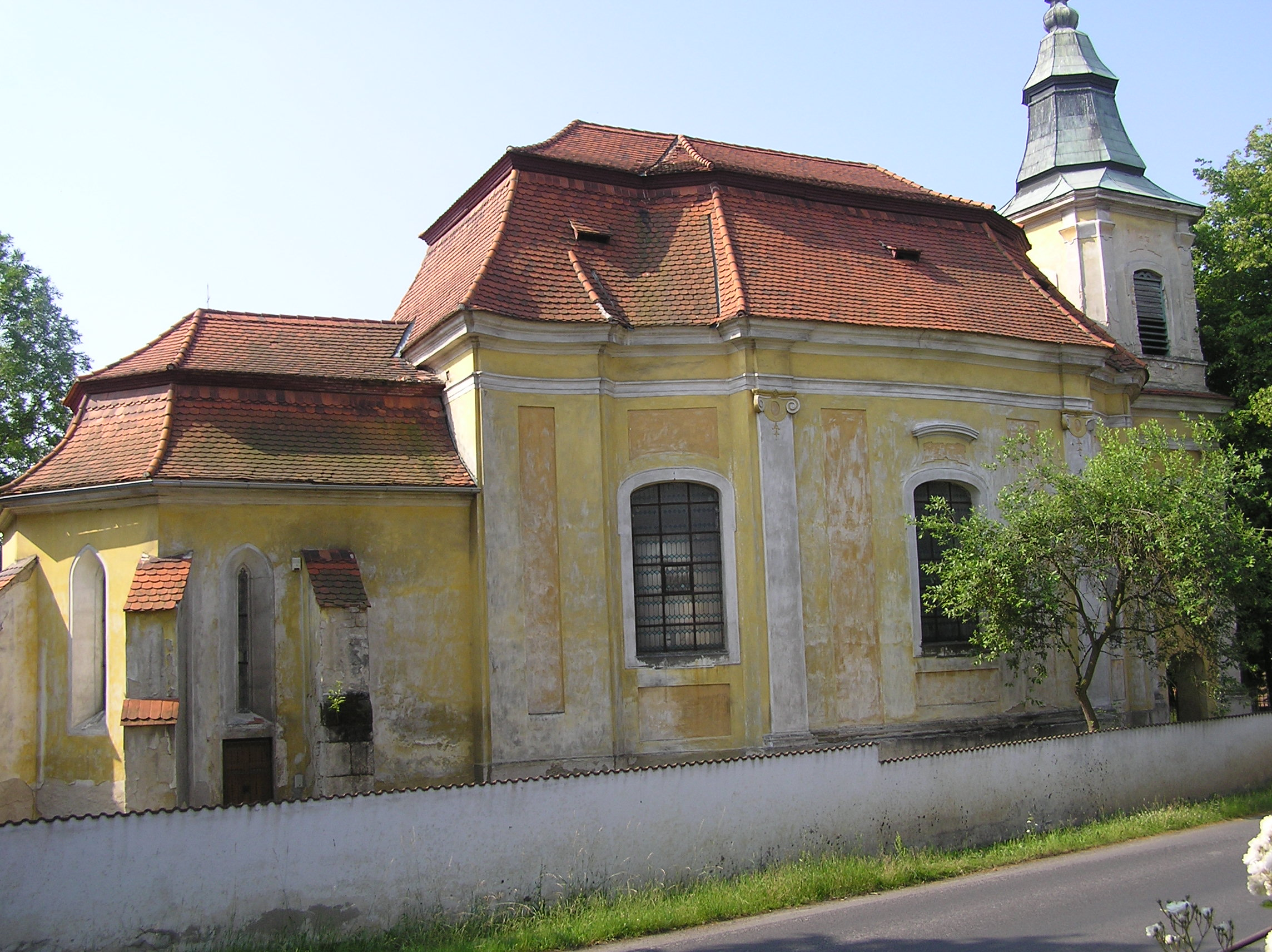
Kostel svatého Václava
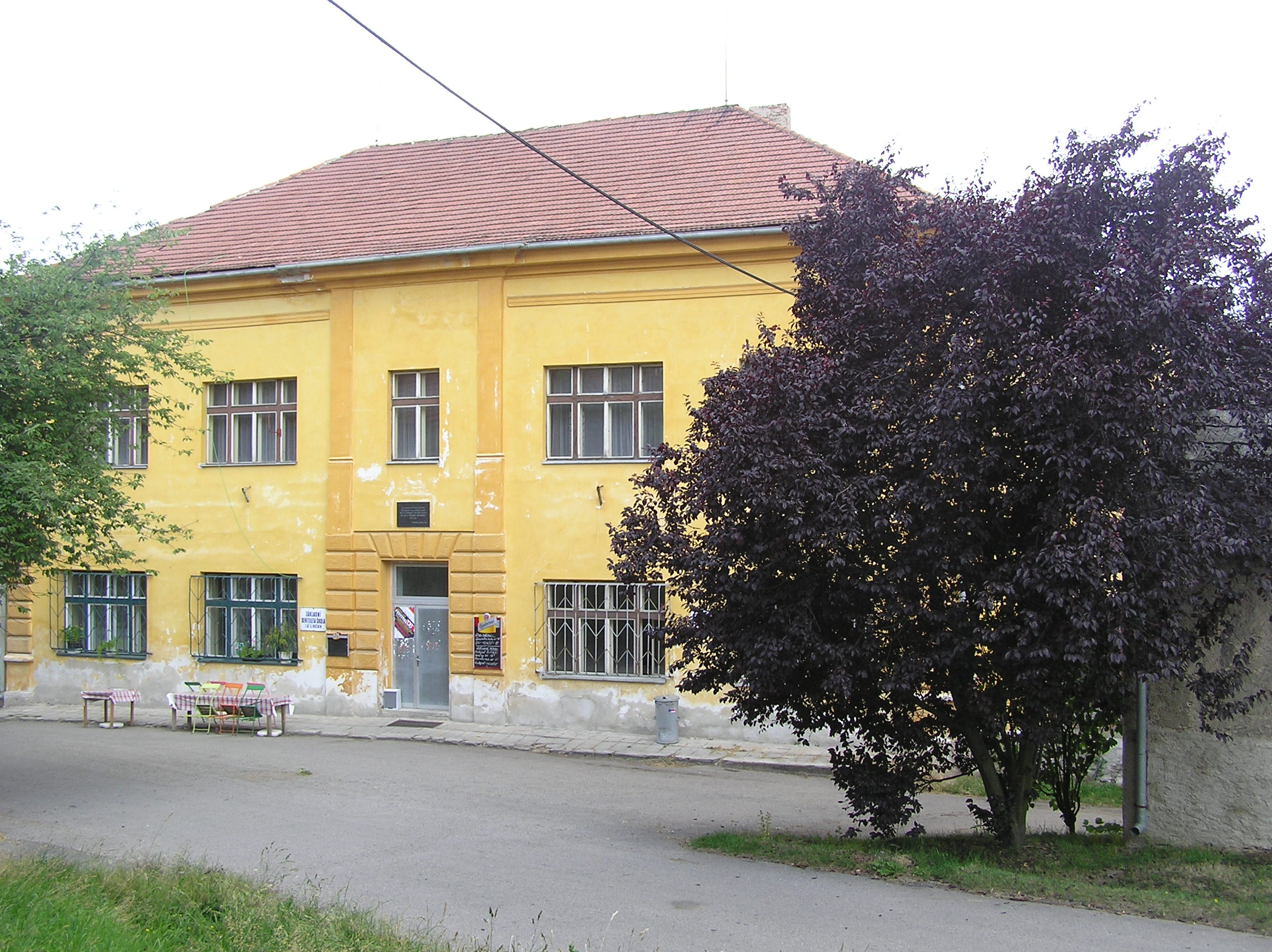
Bývalá škola